# Матія Ахацел
Матія Ахацел (словен. Matija Ahacel; 24 лютого 1779, Горінтшах, Санкт-Якоб-ім-Розенталь — 23 листопада 1845, Клагенфурт) — каринтійський словенський збирач народних пісень, вчений, письменник та меценат; вчитель математики, сільського господарства та природничої історії.
Також відомий як Матіас Ахацель (нім. Matthias Achazel). При народженні — Матія Кобентар (словен. Matija Kobentar).

## Біографія

### Дитинство
Народився в селянській родині в селі Горінтшах неподалік від містечка Санкт-Якоб-ім-Розенталь в Каринтійському герцогстві (Габсбурзька монархія). Прізвище батька було Кобентар, проте в ті часи в сільській Словенії було прийнято називати замість прізвища ім'я будинку; Кобентари жили в будинку Ахацел, і в школі Матію записали помилково під прізвищем Ахацел.
Відвідував школи в Розег (1787—1788), Санкт-Якоб-ім-Розенталь (1788—1791), потім переїхав в Клагенфурт, де спочатку ходив до школи (1791—1794), потім навчався в гімназії та вивчав філософію в ліцеї (1794—1801).

### Педагогічна та наукова діяльність
У 1801 році в ліцеї, де він до того вчився, захворів професор математики Паріс Гьюліані і Матія став його підміняти. У 1807 році Ахацел отримав місце вже на постійній основі та пропрацював на цій посаді до самої своєї смерті.
З 1809 по 1811 слухав лекції з сільському господарству у агронома Йохана Бургера. У 1820 році, після того, як Бургер пішов з ліцею, Ахацел формально тимчасово (а фактично — до самої своєї смерті) змінив його на посту завідувача кафедри сільського господарства, яке також став з цього моменту викладати. Як керівник кафедри заклав при ліцеї ботанічний сад.
Активно займався природними науками, ще з 1806 року почав регулярні спостереження за погодою (за 32 роки до створення Австрійської мережі моніторингу погоди), а у 1813 році разом з іншим ученим, Йоханом Претнером, заснував мережу станцій метеорологічного спостереження, яка до 1848 налічувала вже 15 станцій. У ліцеї з 1825 року Ахацел почав читати студентам додатково також лекції з природної історії. За результатами наукової діяльності публікував самостійні роботи по сільському господарству та помології.

### Інтерес до словенської культури
Зі словенською мовою познайомився ще в дитинстві, коли навчався в Розег. Там, замість звичайного, катехізис на німецькій мові був видрукуваний у друкарні Отто Гутсмана з текстами і на словенській, і на німецькій мові. Потім, протягом усього життя виявляв інтерес до словенської культури. У коло його спілкування входили, крім іншого, словенські поети Миха Андреаш та Андрій Шустер-Драбосняк. Шукав та купував всі книги, що видавалися словенською мовою, також виявляв інтерес до книг на сербській та російській мовах.
Коли у 1821 році в Духовній семінарії Сломшек організував курси словенської мови, Ахацел зайнявся поширенням серед семінаристів книг на словенському, в його будинку збиралися учасники гуртка Сломешека.
Двічі (в 1833 і 1838 роках) видавав збірники народних пісень словенців Каринтії та Штирії (словен. «Peşme po Koroshkim ino Şhtajarskim snane, enokoljko popravlene ino na novo sloshene»). Серед представлених під власними іменами та анонімно в книзі поетів: Миха Андреаш, Ярніка Урбан, Андрій Урек, Якоб Страшек, Юрій Водовнік, Леополд Волкмер, Йожеф Ліполд, Антон Мартін Сломшек, Матія Водушек, Валентин Орожен, Феліціяна Глобочнік, Йожеф Хашнік та інші. Критики тих років (Матія Чоп, Франце Прешерн, Франтішек Челаковський, Станко Враз) поставилися до збірки достатньо холодно.